# Безробіття

Показники рівня безробіття у світі

Безробіття — це  соціально-економічне явище, за якого частина осіб не має змоги реалізувати своє право на працю та отримання заробітної плати (винагороди) як джерела існування.

## Методика підрахунку
Безробітні у визначенні Міжнародної організації праці (МОП) — особи у віці 15-70 років (зареєстровані та незареєстровані в державній службі зайнятості), що одночасно задовольняють три умови:
- не мали роботи (прибуткового заняття);
- активно шукали роботу або намагались організувати власну справу впродовж останніх 4-х тижнів, що передували опитуванню;
- готові приступити до роботи впродовж двох найближчих тижнів.

Рівень безробіття розраховується як відношення чисельності безробітних, які зареєстровані в державній службі зайнятості, до працездатного населення працездатного віку. Значний недолік такої методики розрахунку полягає у заниженні реального числа безробітних, оскільки в країнах, де соціальна допомога безробітним низька або де-факто відсутня, багато осіб не реєструються як безробітні на біржі праці. Згаданий феномен також спостерігається у сільських регіонах, де працездатне населення займається обробкою (власної) землі, що не охоплюється статистикою як діяльність господарювання.

## Види безробіття
1. Циклічне (кон'юнктурне) безробіття — виникає внаслідок циклічних коливань економіки (економічного циклу). У фазі рецесії підприємства звільняють робочих та наймають на роботу в разі економічного підйому. Вважається, що кон'юнктурне безробіття зникає через 2-3 роки.
2. Фрикційне безробіття (тимчасове) — пов'язане з плинністю робочої сили, зумовленої її професійними, віковим та регіональними переміщеннями.
3. Структурне безробіття (технологічне) — виникає в результаті зміни структури економіки, викликане науково-технічним прогресом і зміною структури потрібних кадрів внаслідок того, що одні галузі економіки занепадають і зникають, а інші розвиваються і виникають.

Фрикційне та структурне безробіття можуть об'єднані поняттям панельного безробіття. Панельне безробіття (у розумінні монетаристів — природне безробіття): відсоток безробіття, який неможливо усунути навіть при найкращому розвитку кон'юнктури. Цей вид безробіття виникає внаслідок фрикційного, добровільного та структурного безробіття. Це та група безробітних, які не можуть знайти роботу в зв'язку з кваліфікацією, віком, станом здоров'я, місцем проживання або недостатнім бажанням до праці.
У складі фрикційного безробіття також можна виділити сезонне безробіття. Сезонне безробіття — результат природних коливань кліматичних умов протягом року або коливань попиту. Зникає протягом року.

## Економічні наслідки безробіття
В умовах держави суспільного добробуту (welfare state), коли держава виконує функцію страхувальника від втрати роботи, виплачуючи безробітнім компенсацію за втрату роботи, безробіття має подвійне навантаження на державний бюджет. З однієї сторони, людина, яка втратила роботу, перестає сплачувати податки до державного бюджету (податок на доходи зайнятих), з іншої сторони вона отримує компенсації за втрату роботи з державного бюджету.

## Природний рівень безробіття
Природне безробіття — це безробіття, яке не залежить від фази економічного циклу. Як правило, це сукупність фрикційного і структурного безробіття. Природне безробіття вважається нормальним у межах 2-3 %. Концепцію природного безробіття запропонував Мілтон Фрідман. Пізніше цю концепцію вдосконалили Франко Модільяні і Лукас Пападімос (1975 р.) під назвою NAIRU — Non-accelerating inflation rate of unemployment. Використання такої абревіатури означає, що це рівень безробіття, який не залежить від інфляції, а інфляція є індикатором фази економічного циклу. Ця концепція стала концептуальною відповіддю на кейнсіанській підхід до безробіття при розробці державної політики.

## Концепції безробіття у різних економічних школах

### Класичне безробіття (Classical Unemployment)
Безробіття спричинене тим, що рівень заробітної плати (ціна праці) є занадто високим відносно рівня продуктивності, внаслідок чого функціонуючі в економіці фірми неспроможні з вигодою для себе задіяти усю робочу силу, яка пропонується на умовах даної реальної заробітної плати. Рівень такого типу безробіття може бути знижений за рахунок скорочення частки витрат на заробітну плату у цінах виробників. Подібне скорочення досягається декількома способами: зниженням заробітної плати, зменшенням "податкового клину"  (tax wedge) між сумою, яка виплачується роботодавцем, і сумою, яка залишається у працівника після сплати податків; або збільшенням продуктивності (productivity) за рахунок використання ефективнішого обладнання, підвищення рівня освіти і професійного навчання, реформи обмежень трудового процесу або покращення управління.

### Кейнсіанське безробіття (Keynesian Unemployment)
Безробіття через відсутність ефективного попиту (effective demand) на товари і послуги, при виробництві яких люди могли б бути зайняті. Безробіття за Кейнсом може бути зменшено шляхом використання кредитно-грошової або бюджетно-податкової політики для збільшення ефективного попиту. Це безробіття, яке визначається попитом, слід відрізняти від класичного безробіття (classical unemployment), коли ставки заробітної плати зависокі відносно продуктивності праці, для того, щоб зайнятість приносила прибуток, й від структурного безробіття (structural unemployment), за якого безробітні не володіють навичками, які необхідні для перспективних роботодавців, або фірми не мають обладнання, яке необхідне для прийняття на роботу великої кількості працівників. Якщо безробіття відносить до двох останніх видів, ефективніший попит сам по собі не може її ліквідувати й лише спричинить інфляцію.

## Безробіття в Україні
Чисельність економічно активного населення віком 15-70 років становила 22,2 млн осіб, з них 20,4 млн осіб, або 92,1 %, були зайняті економічною діяльністю, решта — не мали роботи, але активно її шукали та були готові приступити до неї, тобто відповідно до методології Міжнародної організації праці (МОП) класифікувалися як безробітні. Середньомісячна кількість безробітних працездатного віку (за методологією МОП) становила 1,7 млн осіб, або 8,5 % від чисельності економічно активного населення зазначеного віку (дані наведені в середньому за І квартал 2006 р., розраховані на базі матеріалів вибіркових обстежень населення (домогосподарств) з питань економічної активності). До цієї категорії безробітних відносяться особи, що самостійно шукали роботу, та ті, які перебували на обліку у державній службі зайнятості.
|       | Зайняті у віці 15-70 років-всього, тис.осіб1) | в тому числі | в тому числі | Безробітні (за методологією МОП) у віці 15-70 років-всього, тис.осіб1) | в тому числі | в тому числі |
| жінки | Зайняті у віці 15-70 років-всього, тис.осіб1) | чоловіки     | жінки        | Безробітні (за методологією МОП) у віці 15-70 років-всього, тис.осіб1) | чоловіки     |              |
| ----- | --------------------------------------------- | ------------ | ------------ | ---------------------------------------------------------------------- | ------------ | ------------ |
| 1995  | 24125,1                                       | 12132,6      | 11992,5      | 1437,0                                                                 | 631,3        | 805,7        |
| 1996  | 24114,0                                       | 11981,3      | 12132,7      | 1997,5                                                                 | 940,3        | 1057,2       |
| 1997  | 23755,5                                       | 12124,0      | 11631,5      | 2330,1                                                                 | 1113,2       | 1216,9       |
| 1998  | 22998,4                                       | 11757,6      | 11240,8      | 2937,1                                                                 | 1422,0       | 1515,1       |
| 1999  | 19947,8                                       | 9904,1       | 10043,7      | 2614,3                                                                 | 1267,8       | 1346,5       |
| 2000  | 20175,0                                       | 9856,9       | 10318,1      | 2655,8                                                                 | 1298,4       | 1357,4       |
| 2001  | 19971,5                                       | 9794,8       | 10176,7      | 2455,0                                                                 | 1192,0       | 1263,0       |
| 2002  | 20091,2                                       | 9901,3       | 10189,9      | 2140,7                                                                 | 1034,2       | 1106,5       |
| 2003  | 20163,0                                       | 9963,6       | 10199,7      | 2008,0                                                                 | 952,3        | 1055,7       |
| 2004  | 20295,7                                       | 10006,9      | 10288,8      | 1906,7                                                                 | 905,1        | 1001,6       |
| 2005  | 20680,0                                       | 10075,5      | 10604,5      | 1600,8                                                                 | 738,3        | 862,5        |

1) Дані наведено за матеріалами вибіркових обстежень населення (домогосподарств) з питань економічної активності та не включають інформацію щодо інституційного населення. Основні показники економічної активності населення за 1999—2003 рр. перераховані у зв'язку з приведенням їх у відповідність до нової демографічної структури населення, отриманої за результатами Всеукраїнського перепису населення 2001 р.

### Ситуація з гастарбайтерами— громадянами України
За межами України працює 6,5 мільйона громадян країни, що становить більше 14 відсотків українського населення, повідомляє УНІАН з посиланням на інформаційні матеріали, поширені представництвом Міжнародної організації по міграції (МОМ) в Україні.
Найчастіше українці вибирають для трудової міграції Росію, Німеччину, США, Ізраїль, Чехію, Угорщину і Польщу. При цьому з 6,5 мільйонів мігрантів 67 відсотків складають чоловіки, а 33 відсотки — жінки.

### Рівень безробіття в результаті російського вторгнення в Україну
Станом на липень 2022 року, в результаті російського вторгнення в Україну, рівень безробіття в Україні сягнув рекордних 35 %, — про це повідомив Національний банк України.
24 жовтня 2022 року, під час V українсько-німецького економічного форуму, віцепрем’єр-міністр — міністр економіки Юлія Свириденко повідомила, що на кінець року рівень безробіття значно не зміниться. "На кінець 2022 року рівень безробіття в Україні становитиме 30%" — повідомила вона.
Разом з тим, завдяки зусиллям Уряду України та всіх гілок влади, протягом другого півріччя 2022 року кількість зареєстрованих безробітних в Україні невпинно зменшувалася і на грудень 2022 року вона складала — 186,5 тис. осіб. За даними Державної служби зайнятості, рівень офіційного безробіття в Україні за 2022 рік знизився вдвічі. Так, вже у січні 2023 року, кількість зареєстрованих безробітних впала — до 166 тисяч, серед яких 116 тисяч — жінки. Кількість зареєстрованих безробітних, які отримують допомогу по безробіттю, також впала за рік з 278,1 до 77,2 тисяч осіб.
НБУ оцінив рівень безробіття в 2022 році на рівні 25–26%, що відповідає загальній кількості безробітних у 3.2 млн осіб. 

## Безробіття у світі
Незважаючи на зростання економіки у світі, рівень безробіття залишається рекордно високим. За даними Міжнародної організації праці на 2003 рік воно охопило до 185,9 млн осіб. що становило 6,2 % від загальної кількості робочої сили, а в 2005 році у світі налічувалося вже 191,8 млн безробітних (при цьому 2,8 млрд чоловік мають роботу). Останніми роками рівень зайнятості росте в усіх регіонах світу, окрім арабських країн. Рекордний рівень безробіття охопив країни Близького Сходу та Північної Африки. Нині він тут досягає 12,2 %. Зростання безробіття помітне також у країнах Східної Азії. У цих країнах зафіксований і найвищий рівень безробіття — 13,2 % від працездатного населення. На другому місці — «чорна Африка» з 9,7 %. У розвинених країнах рівень безробіття в 2005 році склав 6,7 %. Щодо США, то, незважаючи на економічний розвиток, тут рівень безробіття становить майже 6 %. Кількість чоловіків з-поміж безробітних становить 108,1 млн осіб у світі, що на 600 тис. осіб більше порівняно з 2002 роком. Безробітних жінок у світі 77,8 млн осіб у 2003 році. Найбільше від безробіття потерпає молодь у віці від 15 до 24 років. Безробіттям охоплено 88,2 млн юнаків і дівчат, або 14,4 % цієї вікової групи.
З метою забезпечення зайнятості населення, задоволення потреб громадян у праці Кабінетом Міністрів України і місцевих органів державної виконавчої влади розробляються річні і довгострокові державні і територіальні програми зайнятості населення, спрямовані на:
- сприяння розвитку і структурній перебудові економіки,
- розширенню сфери зайнятості за рахунок створення нових робочих місць шляхом прямого інвестування пріоритетних областей і регіонів;
- стимулювання нових форм господарювання, наукомістких виробництв, підприємницької діяльності, розвиток малих і середніх підприємств;
- поліпшення системи відтворення робочої сили в єдності з розвитком робочих місць, організацію профорієнтації, перепідготовку робочих кадрів і підвищення їхньої кваліфікації;
- організацію оплачуваних суспільних робіт;
- добровільне переселення громадян на території України, соціальну підтримку, соціальний захист громадян, нездатних на рівних конкурувати на ринку праці[9].

У зв'язку із погіршенням економічної ситуації як України, так і світу на початку 2009 року рівень безробіття склав понад 3 млн осіб. Прогнози експертів — до кінця 2009 року понад 5,5 млн.

## Закон Оукена
Артур Оукен на прикладі США математично виразив зв'язок між рівнем безробіття і відставанням обсягу ВВП. Він сформулював закон, згідно з яким країна втрачає 2-3 % фактичного ВВП відносно потенційного ВВП, коли фактичний рівень безробіття збільшується на 1 % порівняно з його природним рівнем:
```
(Yf-Yp)/Yp= - λ*(Uf – Up)
```

де Yf — фактичний ВВП, Yp — потенційний ВВП, Uf, — фактичний рівень безробіття, Up — природний рівень безробіття, λ — емпіричний коефіцієнт чутливості ВВП до змін циклічного безробіття (коефіцієнт Оукена). Припустимо, λ = 2,5. Тоді закон Оукена формулюється так: якщо фактичний рівень безробіття Uf перевищує природний рівень Up на 1 %, то відставання обсягу ВВП становить 2,5 %.
Це відношення (і :2,5 або 2:5) дозволяє обчислити абсолютні втрати продукції, які пов'язані з будь-яким рівнем безробіття.
закон Оукена це залежність між відставанням фактичного обсягу ВВП і рівнем циклічного безробіття
```
       y-y*/y* * 100%=-В(U-U*)
```

Де Y — фактичний обсяг виробництва
Y* — потенційний ВВП
u — фактичний рівень безробіття
u-u*- рівень циклічного безробіття
u*- природний
В — коефіцієнт чутливості ВВП до динаміки циклічного безробіття (він показує, що коли фактичний рівень безробіття перевищує природний на 1 %, то фактичний обсяг виробництва буде нижчим за потенційно можливий на b%).
Можна визначати також вплив динаміки фактичного рівня безробіття на динаміку реального ВВП за два періоди, які порівнюються між собою. Тоді варто скористатися такою формулою:
```
 (Y1-Yo)/Yo *100%= 3-2*(U1– Uo)
```

де Y1- фактичний обсяг виробництва в поточному році;
Y0-фактичний обсяг виробництва у попередньому році;
U1-фактичний рівень безробіття в поточному році;
Uo-фактичний рівень безробіття у попередньому році.
Ця формула свідчить, що коли рівень безробіття не зміниться в порівнянні з попереднім (U1 = Uo), то темп зростання реального ВВП дорівнюватиме 3 %. Цей показник називають темпом зростання потенційного ВВП, а його значення обумовлене приростом населення, нагромадженням капіталу та науково-технічним прогресом.
Закон Оукена розкриває істотний зв'язок між ринком продукту і ринком праці, та ще раз нагадує про те, що безробіття є основною проблемою сучасного суспільства. Коли рівень безробіття є високим, ресурси використовуються неповністю, значна частина продуктів не добирається, доходи населення зменшуються.

## Цікаві факти
В 2023 році, у Швеції два художники Саймон Голдін і Якоб Сеннебі запропонували довічну роботу, на якій ніколи нічого не потрібно буде робити. Здобувач вакантної посади нероби муситиме приходити на своє «робоче місце» на вокзалі в місті Гетеборг у певний час і йти звідти «по закінченні робочого дня». Вакансію із зарплатою $2320 та навіть відпусткою може довічно зайняти одна людина, але, якщо вона звільниться, шукатимуть заміну. Експеримент з досить дивною роботою розрахований на 120 років.